# Oenothera falfurriae
Oenothera falfurriae är en dunörtsväxtart som beskrevs av W. Dietrich och W.L. Wagner. Oenothera falfurriae ingår i släktet nattljussläktet, och familjen dunörtsväxter. Inga underarter finns listade i Catalogue of Life.